# Saturn Award per il miglior trucco
Il Saturn Award per il miglior trucco (Best Make-Up) è un premio assegnato annualmente nel corso dei Saturn Awards dal 1975 ad oggi.

## Vincitori e candidati
I vincitori sono indicati in grassetto.

### Anni 1970
- 1975
  - Dick Smith - L'esorcista (The Exorcist)
- 1976
  - William Tuttle - Frankenstein Junior (Young Frankenstein)
- 1977
  - William Tuttle - La fuga di Logan (Logan's Run)
- 1978
  - Rick Baker e Stuart Freeborn - Guerre stellari (Star Wars)
  - Bob Westmoreland, Thomas R. Burman e Carlo Rambaldi - Incontri ravvicinati del terzo tipo (Close Encounters of the Third Kind)
  - Thomas R. Burman - Generazione Proteus (Demon Seed)
  - John Chambers - L'isola del dottor Moreau (The Island of Dr. Moreau)
  - Dick Smith - Sentinel (The Sentinel)
- 1979
  - William Tuttle e Rick Baker - Fury (The Fury)
  - Lee Harman, Vincent Callaghan e Lynn Donahue - Occhi di Laura Mars (Eyes of Laura Mars)
  - Thomas R. Burman ed Edouard F. Henriques - Terrore dallo spazio profondo (Invasion of the Body Snatchers)
  - Joe McKinney e Thomas R. Burman - Manitù, lo spirito del male (The Manitou)
  - Stan Winston - The Wiz

### Anni 1980
- 1980
  - William Tuttle - Amore al primo morso (Love at First Bite)
  - Pat Hay - Alien
  - Tom Savini - Zombi (Dawn of the Dead)
  - Peter Robb-King - Dracula
  - Fred B. Phillips, Janna Phillips e Ve Neill - Star Trek (Star Trek: The Motion Picture)
- 1981
  - Dick Smith - Stati di allucinazione (Altered States) e Scanners
  - Sue Dolph, Steve Neill e Rick Stratton - I magnifici sette nello spazio (Battle Beyond the Stars)
  - Colin Booker - Dissolvenza in nero (Fade to Black)
  - Rob Bottin e Rick Baker - L'ululato (The Howling)
  - Giannetto De Rossi - Zombi 2
- 1982
  - Rick Baker - Un lupo mannaro americano a Londra (An American Werewolf in London)
  - Stan Winston - Morti e sepolti (Dead & Buried)
  - Ken Chase - 1997: Fuga da New York (Escape from New York)
  - Basil Newall ed Anna Dryhurst - Excalibur
  - Stan Winston - Heartbeeps
- 1983
  - Dorothy J. Pearl - Poltergeist - Demoniache presenze (Poltergeist)
  - José Antonio Sánchez - Conan il barbaro (Conan the Barbarian)
  - Sue Dolph - Forbidden World
  - Werner Keppler e James Lee McCoy - Star Trek II - L'ira di Khan (Star Trek: The Wrath of Khan)
  - Hatsuo Nagatomo - The House Where Evil Dwells
- 1984
  - Phil Tippett e Stuart Freeborn - Il ritorno dello Jedi (Star Wars: Episode VI - Return of the Jedi)
  - James R. Scribner - Nightmares - Incubi (Nightmares)
  - Gary Liddiard e James R. Scribner - Qualcosa di sinistro sta per accadere (Something Wicked This Way Comes)
  - Ken Brooke - Strange Invaders
  - Dick Smith e Carl Fullerton - Miriam si sveglia a mezzanotte (The Hunger)
- 1985
  - Stan Winston - Terminator (The Terminator)
  - Giannetto De Rossi - Dune
  - Greg LaCava - Gremlins
  - Tom Smith - Indiana Jones e il tempio maledetto (Indiana Jones and the Temple of Doom)
  - Robert J. Schiffer - Splash - Una sirena a Manhattan (Splash)
- 1986
  - Tom Savini - Il giorno degli zombi (Day of the Dead)
  - Chris Walas - Il mio nemico (Enemy Mine)
  - Rob Bottin - Explorers
  - Anthony Doublin, John Naulin e John Carl Buechler - Re-Animator
  - William Munns - Il ritorno dei morti viventi (The Return of the Living Dead)
- 1987
  - Chris Walas - La mosca (The Fly)
  - Peter Robb-King - Aliens - Scontro finale (Aliens)
  - John Carl Buechler, John Naulin, Anthony Doublin e Mark Shostrom - From Beyond - Terrore dall'ignoto (From Beyond)
  - Rob Bottin - Legend
  - Wes Dawn, Jeff Dawn e James Lee McCoy - Rotta verso la Terra (Star Trek IV: The Voyage Home)
- 1988
  - Rob Bottin e Stephan Dupuis - RoboCop
  - Mark Shostrom - La casa 2 (Evil Dead II: Dead by Dawn)
  - Rick Baker - Bigfoot e i suoi amici (Harry and the Hendersons)
  - Bob Keen - Hellraiser (Clive Barker's Hellraiser)
  - Greg Cannom, Ve Neill e Steve LaPorte - Ragazzi perduti (The Lost Boys)
  - Kevin Yagher, Mark Shostrom e R. Christopher Biggs - Nightmare 3 - I guerrieri del sogno (A Nightmare on Elm Street 3: Dream Warriors)

### Anni 1990
- 1990
  - Ve Neill, Steve LaPorte e Robert Short - Beetlejuice - Spiritello porcello (Beetlejuice)
  - John M. Elliott Jr. e Stan Winston - Alien Nation
  - R. Christopher Biggs e Sheri Short - Critters 2 (Critters 2: The Main Course)
  - Mark Shostrom - Fantasmi II (Phantasm II)
  - David LeRoy Anderson e Lance Anderson - Il serpente e l'arcobaleno (The Serpent and the Rainbow)
  - Bob Keen - Waxwork - Benvenuti al museo delle cere (Waxwork)
- 1991
  - John Caglione Jr., Doug Drexler e Cheri Minns - Dick Tracy
  - Maggie Weston e Fabrizio Sforza - Le avventure del barone di Munchausen (The Adventures of Baron Munchausen)
  - Ken Chase, Michael Mills e Kenny Myers - Ritorno al futuro - Parte II (Back to the Future Part II)
  - Paul Engelen, Lynda Armstrong e Nick Dudman - Batman
  - Tony Gardner e Larry Hamlin - Darkman
  - Stephan Dupuis, Dennis Pawlik, Jo-Anne Smith-Ojeil e Jayne Dancose - La mosca 2 (The Fly II)
  - Bob Keen e Geoffrey Portass - Cabal (Nightbreed)
  - Rob Bottin, Jeff Dawn, Craig Berkeley e Robin Weiss - Atto di forza (Total Recall)
  - John Stephenson - Chi ha paura delle streghe? (The Witches)
- 1992
  - Carl Fullerton e Neal Martz - Il silenzio degli innocenti (The Silence of the Lambs)
  - Gordon J. Smith - No Control - Fuori controllo (Body Parts)
  - John Vulich e Everett Burrell - La notte dei morti viventi (Night of the Living Dead)
  - David B. Miller - Nient'altro che guai (Nothing but Trouble)
  - Stan Winston e Scott H. Eddo - Predator 2
  - Stan Winston e Jeff Dawn - Terminator 2 - Il giorno del giudizio (Terminator 2: Judgment Day)
- 1993
  - Stan Winston e Ve Neill - Batman - Il ritorno (Batman Returns)
  - Greg Cannom, Matthew W. Mungle e Michèle Burke - Dracula di Bram Stoker (Bram Stoker's Dracula)
  - Bob Keen - Candyman - Terrore dietro lo specchio (Candyman)
  - Dick Smith e Kevin Haney - La morte ti fa bella (Death Becomes Her)
  - Bob Keen - Hellraiser III (Hellraiser III: Hell on Earth)
  - Steve Johnson - Autostrada per l'inferno (Highway to Hell)
  - Michael Mills e Ed French - Rotta verso l'ignoto (Star Trek VI: The Undiscovered Country)
- 1994
  - Kevin Haney - La famiglia Addams 2 (Addams Family Values)
  - K.N.B. EFX Group Inc. e Alterian Inc. - L'armata delle tenebre (Army of Darkness)
  - John Vulich e Everett Burrell - La metà oscura (The Dark Half)
  - Screaming Mad George e Steve Johnson - Freaked - Sgorbi (Freaked)
  - Kevin Yagher e Mitchell J. Coughlin - Il migliore amico dell'uomo (Man's Best Friend)
  - Jeff Goodwin, Vincent J. Guastini e Rob Burman - Super Mario Bros.
  - Bob Keen - Warlock - L'angelo dell'apocalisse (Warlock: The Armageddon)
- 1995
  - Rick Baker e Ve Neill - Intervista col vampiro (Interview with the Vampire: The Vampire Chronicles)
  - Stan Winston e Michèle Burke - Intervista col vampiro (Interview with the Vampire: The Vampire Chronicles)
  - Greg Cannom - The Mask
  - Daniel Parker e Paul Engelen - Frankenstein di Mary Shelley (Mary Shelley's Frankenstein)
  - Alec Gillis e Tom Woodruff Jr. - Santa Clause (The Santa Clause)
  - Rick Baker - Wolf - La belva è fuori (Wolf)
- 1996
  - Jean Ann Black e Rob Bottin - Seven
  - Rick Baker, Ve Neill e Yolanda Toussieng - Batman Forever
  - K.N.B. EFX Group Inc. - Dal tramonto all'alba (From Dusk till Dawn)
  - K.N.B. EFX Group Inc. - Il seme della follia (In the Mouth of Madness)
  - Nick Dudman e Chris Cunningham - Dredd - La legge sono io (Judge Dredd)
  - Steve Johnson, Bill Corso e Kenny Myers - Specie mortale (Species)
- 1997
  - Rick Baker e David LeRoy Anderson - Il professore matto (The Nutty Professor)
  - Rick Baker e Richard Taylor - Sospesi nel tempo (The Frighteners)
  - Stan Winston e Shane Mahan - L'isola perduta (The Island of Dr. Moreau)
  - Jenny Shircore e Peter Owen - Mary Reilly
  - Michael Westmore, Scott Wheeler e Jake Garber - Primo contatto (Star Trek: First Contact)
  - Greg Cannom - L'occhio del male (Thinner)
- 1998
  - Rick Lazzarini e Gordon J. Smith - Mimic
  - David Atherton e Kevin Yagher - Face/Off - Due facce di un assassino (Face/Off)
  - Rick Baker, David LeRoy Anderson e Katherine James - Men in Black
  - Ve Neill e Jeff Dawn - Batman & Robin
  - Cindy J. Williams - Spawn
  - Luigi Rocchetti e Neal Martz - L'avvocato del diavolo (The Devil's Advocate)
- 1999
  - Robert Kurtzman, Greg Nicotero e Howard Berger - Vampires (John Carpenter's Vampires)
  - Greg Cannom e Michael Germain - Blade
  - Alec Gillis, Tom Woodruff Jr., Michael Mills e Greg Nelson - X-Files - Il film (The X Files)
  - Bob McCarron, Lesley Vanderwalt e Lynn Wheeler - Dark City
  - Peter Robb-King - Lost in Space - Perduti nello spazio (Lost in Space)
  - Michael Westmore - Star Trek - L'insurrezione (Star Trek: Insurrection)

### Anni 2000
- 2000
  - Nick Dudman e Aileen Seaton - La mummia (The Mummy)
  - Stan Winston, Hallie D'Amore e Ve Neill - Galaxy Quest
  - Nikki Gooley, Bob McCarron e Wendy Sainsbury - Matrix (The Matrix)
  - Fae Hammond - L'insaziabile (Ravenous)
  - Kevin Yagher e Peter Owen - Il mistero di Sleepy Hollow (Sleepy Hollow)
  - Paul Engelen, Sue Love e Nick Dudman - Star Wars: Episodio I - La minaccia fantasma (Star Wars: Episode I - The Phantom Menace)
- 2001
  - Rick Baker e Gail Rowell-Ryan - Il Grinch (Dr. Seuss' How the Grinch Stole Christmas)
  - Rick Baker, Nena Smarz e Edie Giles - La famiglia del professore matto (Nutty Professor II: The Klumps)
  - Ann Buchanan e Amber Sibley - L'ombra del vampiro (Shadow of the Vampire)
  - Michèle Burke e Edouard F. Henriques - The Cell - La cellula (The Cell)
  - Alec Gillis, Tom Woodruff Jr., Jeff Dawn e Charles Porlier - Il sesto giorno (The 6th Day)
  - Gordon J. Smith e Ann Brodie - X-Men
- 2002
  - Greg Cannom e Wesley Wofford - Hannibal
  - Nick Dudman, Mark Coulier e John Lambert - Harry Potter e la pietra filosofale (Harry Potter and the Sorcerer's Stone)
  - Peter Owen e Richard Taylor - Il Signore degli Anelli - La Compagnia dell'Anello (Lord of the Rings: The Fellowship of the Ring)
  - Aileen Seaton, Nick Dudman e Jane Walker - La mummia - Il ritorno (The Mummy Returns)
  - Rick Baker e John Blake - Planet of the Apes - Il pianeta delle scimmie (Planet of the Apes)
  - Michèle Burke e Camille Calvet - Vanilla Sky
- 2003
  - Peter Owen e Peter King - Il Signore degli Anelli - Le due torri (The Lord of the Rings: The Two Towers)
  - Michelle Taylor, Gary Matanky, Bob Newton e Mark Boley - Blade II
  - Nick Dudman e Amanda Knight - Harry Potter e la camera dei segreti (Harry Potter and the Chamber of Secrets)
  - Michèle Burke e Camille Calvet - Minority Report
  - Rick Baker, Jean Ann Black e Bill Sturgeon - The Ring
  - Michael Westmore - Star Trek - La nemesi (Star Trek: Nemesis)
- 2004
  - Richard Taylor e Peter King - Il Signore degli Anelli - Il ritorno del re (The Lord of the Rings: The Return of the King)
  - Rick Baker, Bill Corso e Robin L. Neal - La casa dei fantasmi (The Haunted Mansion)
  - Ve Neill e Martin Samuel - La maledizione della prima luna (Pirates of the Caribbean: The Curse of the Black Pearl)
  - Jeff Dawn e John Rosengrant - Terminator 3 - Le macchine ribelli (Terminator 3: Rise of the Machines)
  - Trefor Proud e Balázs Novák - Underworld
  - Gordon J. Smith - X-Men 2 (X2)
- 2005
  - Jake Garber, Matt Rose e Mike Elizalde - Hellboy
  - David LeRoy Anderson e Mario Cacioppo - L'alba dei morti viventi (Dawn of the Dead)
  - Nick Dudman e Amanda Knight - Harry Potter e il prigioniero di Azkaban (Harry Potter and the Prisoner of Azkaban)
  - Valli O'Reilly e Bill Corso - Lemony Snicket - Una serie di sfortunati eventi (Lemony Snicket's A Series of Unfortunate Events)
  - Paul Jones - Resident Evil: Apocalypse
  - Greg Cannom e Steve LaPorte - Van Helsing
- 2006
  - Howard Berger, Nikki Gooley e Greg Nicotero - Le cronache di Narnia - Il leone, la strega e l'armadio (The Chronicles of Narnia: The Lion, the Witch and the Wardrobe)
  - Nick Dudman e Amanda Knight - Harry Potter e il calice di fuoco (Harry Potter and the Goblet of Fire)
  - Richard Taylor, Gino Acevedo, Dominie Till e Peter King - King Kong
  - Howard Berger e Greg Nicotero - La terra dei morti viventi (Land of the Dead)
  - Howard Berger e Greg Nicotero - Sin City
  - Dave Elsey, Lou Elsey e Nikki Gooley - Star Wars: Episodio III - La vendetta dei Sith (Star Wars: Episode III - Revenge of the Sith)
- 2007
  - Todd Masters e Dan Rebert - Slither
  - Paul Hyett e Vickie Lang - The Descent - Discesa nelle tenebre (The Descent)
  - Howard Berger, Greg Nicotero e Mario Michisanti - Le colline hanno gli occhi (The Hills Have Eyes)
  - David Martí e Montse Ribé - Il labirinto del fauno (El laberinto del fauno)
  - Ve Neill e Joel Harlow - Pirati dei Caraibi - La maledizione del forziere fantasma (Pirates of the Caribbean: Dead Man's Chest)
  - Greg Nicotero e Scott Patton - Non aprite quella porta - L'inizio (The Texas Chainsaw Massacre: The Beginning)
- 2008
  - Ve Neill e Martin Samuel - Pirati dei Caraibi - Ai confini del mondo (Pirates of the Caribbean: At World's End)
  - Davina Lamont e Gino Acevedo - 30 giorni di buio (30 Days of Night)
  - Shaun Smith, Mark Rappaport e Scott Wheeler - 300
  - Howard Berger, Greg Nicotero e Jake Garber - Grindhouse - Planet Terror (Planet Terror)
  - Nick Dudman e Amanda Knight - Harry Potter e l'Ordine della Fenice (Harry Potter and the Order of the Phoenix)
  - Peter Owen e Ivana Primorac - Sweeney Todd - Il diabolico barbiere di Fleet Street (Sweeney Todd: The Demon Barber of Fleet Street)
- 2009
  - Greg Cannom - Il curioso caso di Benjamin Button (The Curious Case of Benjamin Button)
  - Mike Elizalde - Hellboy: The Golden Army (Hellboy II: The Golden Army)
  - Greg Nicotero e Paul Engelen - Le cronache di Narnia - Il principe Caspian (The Chronicles of Narnia: Prince Caspian)
  - John Caglione Jr. e Conor O'Sullivan - Il cavaliere oscuro (The Dark Knight)

### Anni 2010
- 2010
  - Barney Burman, Mindy Hall e Joel Harlow - Star Trek
  - Joe Dunckley, Sarah Rubano e Frances Richardson - District 9
  - Greg Nicotero e Howard Berger - Drag Me to Hell
  - Mike Smithson e John Rosengrant - Terminator Salvation
  - Greg Nicotero e Howard Berger - Codice Genesi (The Book of Eli)
  - Sarah Monzani - Parnassus - L'uomo che voleva ingannare il diavolo (The Imaginarium of Doctor Parnassus)
- 2011
  - Rick Baker e Dave Elsey - Wolfman (The Wolfman)
  - Greg Nicotero e Howard Berger - Splice
  - Mark Coulier, Nick Dudman e Amanda Knight - Harry Potter e i Doni della Morte - Parte 1 (Harry Potter and the Deathly Hallows - Part 1)
  - Andy Clement e Donald Mowat - Repo Men
  - Andy Clement, Jennifer McDaniel e Tarra D. Day - Blood Story (Let Me In)
  - Lindsay MacGowan e Shane Mahan - Alice in Wonderland
- 2012
  - Dave Elsey, Fran Needham e Conor O'Sullivan - X-Men - L'inizio (X-Men: First Class)
  - Shaun Smith e Scott Wheeler - Conan the Barbarian
  - Nick Dudman e Amanda Knight - Harry Potter e i Doni della Morte - Parte 2 (Harry Potter and the Deathly Hallows - Part 2)
  - Annick Chartier, Adrien Morot e Nikoletta Skarlatos - Immortals
  - David Martí e Kazuhiro Tsuji - La pelle che abito (La piel que habito)
  - Tom Woodruff Jr. e Alec Gillis - La cosa (The Thing)
- 2013
  - Heike Merker, Daniel Parker e Jeremy Woodhead - Cloud Atlas
  - Greg Nicotero, Howard Berger, Peter Montagna e Julie Hewett - Hitchcock
  - Peter King, Rick Findlater e Tami Lane - Lo Hobbit - Un viaggio inaspettato (The Hobbit: An Unexpected Journey)
  - Naomi Donne, Donald Mowat, Alessandro Bertolazzi e Love Larson - Skyfall
  - Jean Ann Black e Fay von Schroeder - The Twilight Saga: Breaking Dawn - Parte 2
- 2014
  - Donald Mowat - Prisoners
  - Patrick Baxter, Jane O'Kane e Roger Murray - La casa (Evil Dead)
  - Peter King, Rick Findlater e Richard Taylor - Lo Hobbit - La desolazione di Smaug (The Hobbit: The Desolation of Smaug)
  - Howard Berger, Jamie Kelman e Peter Montagna - Lone Survivor
  - Fae Hammond, Mark Coulier e Kristen Chalmers - Rush
  - Karen Cohen, David White e Elizabeth Yianni-Georgiou - Thor: The Dark World
- 2015[1][2]
  - David White e Elizabeth Yianni-Georgiou - Guardiani della Galassia (Guardians of the Galaxy)
  - Bill Terezakis e Lisa Love - Apes Revolution - Il pianeta delle scimmie (Dawn of the Planet of the Apes)
  - Mark Coulier e Daniel Phillips - Dracula Untold
  - Peter King, Rick Findlater e Gino Acevedo - Lo Hobbit - La battaglia delle cinque armate (The Hobbit: The Battle of the Five Armies)
  - Peter King e Matthew Smith - Into the Woods
  - Adrien Morot e Norma Hill-Patton - X-Men - Giorni di un futuro passato (X-Men: Days of Future Past)
- 2016[3][4]
  - Neal Scanlan - Star Wars - Il risveglio della Forza (Star Wars: The Force Awakens)
  - Joel Harlow e Kenny Niederbaumer - Black Mass - L'ultimo gangster (Black Mass)
  - David Marti, Montse Ribe e Xavi Bastida - Crimson Peak
  - Gregory Nicotero, Howard Berger, Jake Garber e Heba Thorisdottir - The Hateful Eight
  - Lesley Vanderwalt, Damian Martin e Elka Wardega - Mad Max: Fury Road
  - Donald Mowat - Sicario
- 2017[5]
  - Joel Harlow e Monica Huppert - Star Trek Beyond
  - Jeremy Woodhead - Doctor Strange
  - Nick Knowles - Animali fantastici e dove trovarli (Fantastic Beasts and Where to Find Them)
  - Amy Byrne - Rogue One: A Star Wars Story
  - Allan Apone, Jo-Ann MacNeil e Marta Roggero - Suicide Squad
  - Charles Carter, Rita Ciccozzi e Rosalina Da Silva - X-Men - Apocalisse (X-Men: Apocalypse)
- 2018[6]
  - Joel Harlow e Ken Diaz - Black Panther
  - Donald Mowat - Blade Runner 2049
  - John Blake e Brian Sipe - Guardiani della Galassia Vol. 2 (Guardians of the Galaxy Vol. 2)
  - Alec Gillis, Sean Sansom, Tom Woodruff, Jr. e Shane Zander - It
  - Mike Hill e Shane Mahan - La forma dell'acqua - The Shape of Water (The Shape of Water)
  - Peter Swords King e Neal Scanlan - Star Wars - Gli ultimi Jedi (Star Wars: The Last Jedi)
  - Arjen Tuiten - Wonder
- 2019[7]
  - John Blake e Brian Sipe - Avengers: Endgame
  - Judy Chin e Mike Marino - I morti non muoiono
  - Bill Corso - Destroyer
  - Lisa Love e Tate Steinsiek - Dragged Across Concrete - Poliziotti al limite (Dragged Across Concrete)
  - Tristan Versluis, Naomi Dunne e Duncan Jarman - Overlord
  - Annick Chartier e Adrien Morot - Pet Sematary
  - Mark Coulier e Fernanda Perez - Suspiria

### Anni 2020
- 2021[8][9]
  - Amanda Knight e Neal Scanlan - Star Wars - L'ascesa di Skywalker (Star Wars: The Rise of Skywalker)
  - Bill Corso, Dennis Liddiard, Stephen Kelly e Bianca Appice - Bill & Ted Face the Music
  - Robert Kurtzman e Bernadette Mazur - Doctor Sleep
  - Shane Zander, Alec Gillis e Tom Woodruff Jr. - It - Capitolo due (It: Chapter Two)
  - Arjen Tuiten e David White - Maleficent - Signora del male (Maleficent: Mistress of Evil)
  - Norman Cabrera, Mike Hill e Mike Elizalde - Scary Stories to Tell in the Dark

- 2022
  - Love Larson, Donald Mowat e Eva von Bahr - Dune
  - Ozzy Alvarez, Victoria Down, Kevin Kirkpatrick e Justin Raleigh - Army of the Dead
  - Alexandra Anger, Monica Pavez e Evi Zafiropoulou - Crimes of the Future
  - Naomi Donne e Mike Marino - The Batman
  - Greg Funk, Brian Sipe e Heba Thorisdottir - The Suicide Squad - Missione suicida (The Suicide Squad)
  - Mike Hill, Jo-Ann MacNeil e Megan Many - La fiera delle illusioni - Nightmare Alley (Nightmare Alley)
  - Adam Johansen e Matteo Silvi - Thor: Love and Thunder

- 2024
  - Donald Mowat - The Covenant
  - Luke Polti - La casa - Il risveglio del male (Evil Dead Rise)
  - Alexei Dmitriew, Lindsay MacGowan e Shane Mahan - Guardiani della Galassia Vol. 3 (Guardians of the Galaxy Vol. 3)
  - Luisa Abel e Jason Hamer - Oppenheimer
  - Alec Gillis e Tom Woodruff Jr. - Prey
  - Christien Tinsley - Renfield